# Моргауш
Моргауш — река в России, протекает в Чувашской Республике. Левый приток реки Киря.

## География
Река Моргауш берёт начало севернее посёлка Киря. Течёт на северо-восток через берёзовые леса. Устье реки находится в 82 км от устья Кири. Длина реки составляет 16 км, площадь водосборного бассейна — 73,8 км².

## Данные водного реестра
По данным государственного водного реестра России относится к Верхневолжскому бассейновому округу, водохозяйственный участок реки — Сура от устья реки Алатырь и до устья, речной подбассейн реки — Сура. Речной бассейн реки — (Верхняя) Волга до Куйбышевского водохранилища (без бассейна Оки).
Код объекта в государственном водном реестре — 08010500412110000038978.